# Вімсгайм
Вімсгайм (нім. Wimsheim) — громада в Німеччині, знаходиться в землі Баден-Вюртемберг. Підпорядковується адміністративному округу Карлсруе. Входить до складу району Енц.
Площа — 8,06 км2. Населення становить 2854 ос. (станом на 31 грудня 2020).